# Fernando de Baviera

Escudo de Fernando de Baviera como Infante de España (1884-1958). Con las insignias y collares de la Orden de Malta, del Toison de Oro y de la Orden de Santiago.

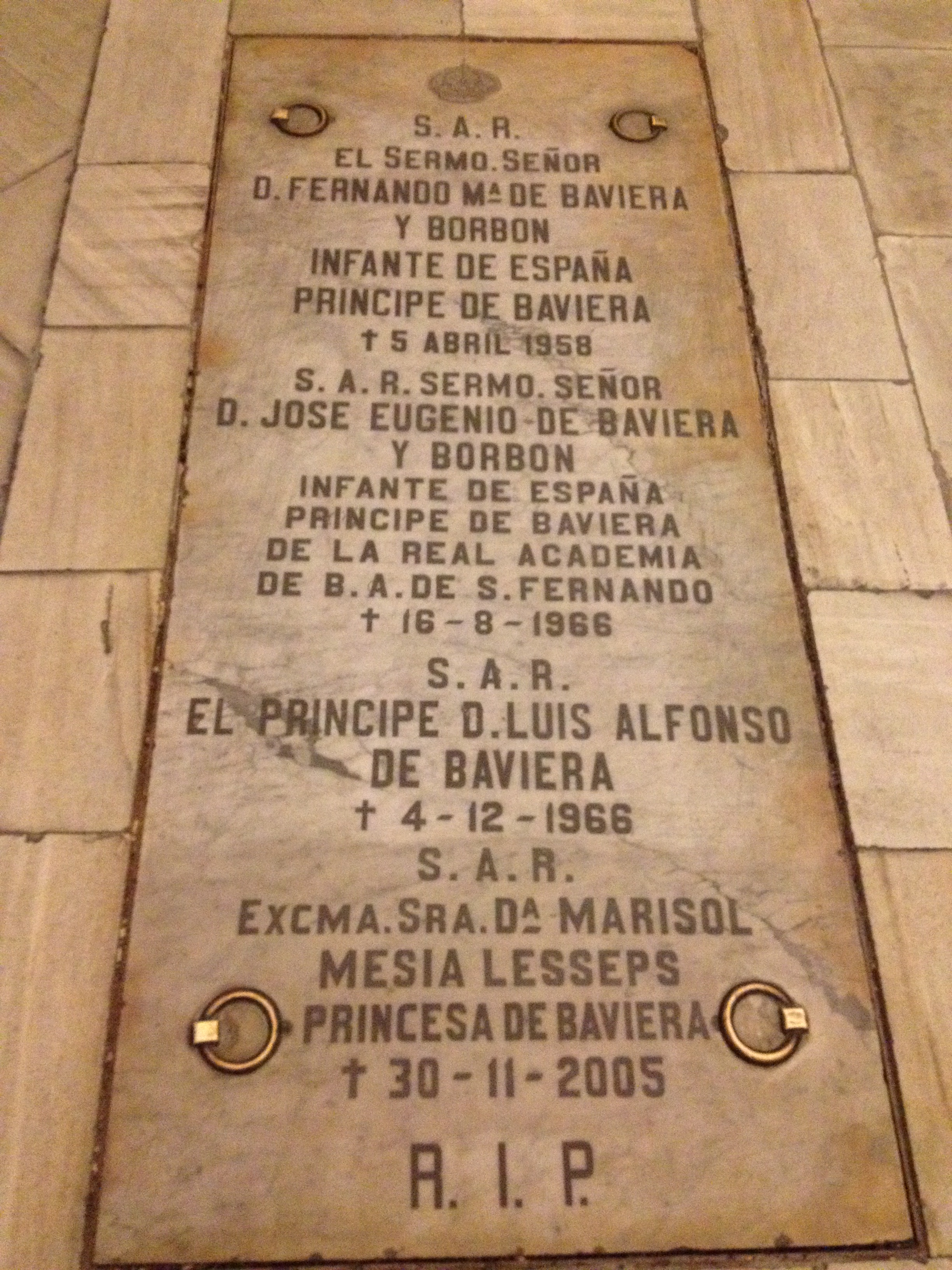
Tumba del Príncipe Fernando con miembros de su familia en la cripta de la Catedral de la Almudena.

Fernando María de Baviera y Borbón (en alemán, Ferdinand von Bayern; Madrid, 10 de mayo de 1884 - Madrid, 5 de abril de 1958) fue infante de España y príncipe de Baviera.

## Biografía

### Familia
Fernando (bautizado con los nombres Fernando María Luis Francisco de Asís Isabelo Adalberto Ildefonso Martín Bonifacio) nació en Madrid, de donde procedía su madre. Era el primogénito del príncipe Luis Fernando de Baviera y Borbón y de la infanta María de la Paz de Borbón y Borbón, y nieto por vía paterna del príncipe Adalberto de Baviera y la también infanta española Amalia de Borbón y Borbón, y de la reina Isabel II de España y del rey consorte Francisco de Asís de Borbón y Borbón por parte materna. Sus padres habían contraído matrimonio un año antes de su nacimiento en la capital española, y poco después del nacimiento de Fernando se instalaron en Múnich, la capital del Reino de Baviera.

### Primer matrimonio
Una vez que su primo el rey Alfonso XIII hubo alcanzado la mayoría de edad y se planificó su matrimonio con Victoria Eugenia de Battenberg, Fernando pudo casarse con su prima carnal la infanta María Teresa de Borbón, hermana del monarca. La unión, el tercer matrimonio consecutivo entre las casas de Wittelsbach y Borbón en tres generaciones, tuvo lugar el 12 de enero de 1906 en el Palacio Real de Madrid. La pareja, sin obligaciones en Alemania, pudo instalarse en Madrid para poder estar cerca de la familia de María Teresa, sobre todo de su madre, la reina María Cristina. Se instalaron en el Palacio de la Cuesta de la Vega construido para ellos por Luis de Landecho. El príncipe tenía gusto por las joyas y los uniformes. Fue uno de los mayores herederos de su abuelo materno, el rey consorte Francisco de Asís, en especial en lo referido al mobiliario.
Poco antes de casarse, en octubre de 1905, el príncipe se naturalizó español y adoptó el apellido «de Baviera y Borbón» y el rey le concedió el título de infante de España de gracia, reconociéndoles a él y a sus descendientes derechos sucesorios al trono español. Asimismo, se le hizo caballero de la Orden del Toisón de Oro y se le entregaron el collar y la gran cruz de las órdenes de Carlos III e Isabel la Católica, respectivamente.
El infante fue uno de los miembros de la familia real más cercanos a Alfonso XIII, a quien representó en diversos actos de estado en el exterior: los funerales de Cristián IX de Dinamarca (1906) y Óscar II de Suecia (1907), el bautizo de Guillermo de Prusia en Berlín (1907), visitas al zar de Rusia (1908) y al rey de Sajonia (1909), la entrega del Toisón de Oro a Gustavo V de Suecia (1910), la coronación de Jorge V del Reino Unido (1910) y los funerales del emperador Francisco José de Austria (1916).

### Hijos
La pareja tuvo cuatro hijos en rápida sucesión. No obstante, poco después de su último alumbramiento, María Teresa falleció repentinamente en 1912, dejando a Fernando al cargo de los cuatro niños. Para mayor desgracia, su hija más pequeña falleció a muy corta edad en 1918. Los hijos de la pareja fueron:
- Luis Alfonso de Baviera y Borbón (1906-1983), infante de España; murió soltero.
- José Eugenio de Baviera (1909-1966), infante de España; contrajo matrimonio con María de la Asunción Solange de Messía y de Lesseps, I condesa de Odiel, y tuvo cuatro hijos:
  - María Cristina de Baviera y Mesía.
  - Fernando de Baviera y Mesía que casó con Sofía de Aquer y Aris y tuvo una sola hija:
    - Cristina de Baviera y Arquer.

  - María Teresa de Baviera y Mesía.
  -  Luis Alfonso de Baviera y Mesía (1942-1966)[8]
- María de las Mercedes de Baviera y Borbón (1911-1953), infanta de España; se casó con el príncipe georgiano Irakli de Bagration-Mukhraneli (1909-1977); tuvo dos hijos:
  - María de la Paz Bagration y Baviera.
  - Juan Bagration y Baviera.
- María del Pilar de Baviera y Borbón (1912-1918), murió prematuramente.

### Segundo matrimonio
Fernando volvió a contraer matrimonio, esta vez fuera del círculo real. Se casó el 1 de octubre de 1914 con María Luisa de Silva y Fernández de Henestrosa, dama de la reina María Cristina. La propia reina María Cristina se mostró muy disgustada con la unión en un principio, y por ese motivo la boda se celebró en Fuenterrabía, lejos de la corte madrileña. Meses antes de la unión, Alfonso XIII concedió a María Luisa el título de duquesa de Talavera de la Reina, con grandeza de España. La pareja no tuvo hijos. María Luisa era hija de Luis de Silva y Fernández, x Conde de Pie de Concha, y de María de los Dolores Fernández de Henestrosa y Fernández de Córdoba.
Al considerarse una unión desigual, meses antes de celebrar el matrimonio, el 29 de junio de 1914 Fernando renunció a sus derechos sucesorios personales a la Corona de Baviera; sin embargo, el 3 de agosto su tío el rey Luis III de Baviera le comunicó que conservaba sus derechos a seguir utilizando el título, tratamiento y armas de Baviera. Su esposa solo puedo ostentar el título de infanta de España y el tratamiento de alteza real desde 1927, cuando el rey la hizo infanta de gracia, convirtiéndose en la única mujer no nacida en una casa real en ostentar el título por tal derecho.

### Últimos años
En 1931, tras la caída de la monarquía española, Fernando recibió a su tía la infanta Isabel de Borbón y Borbón en la frontera hispano-francesa (Hendaya). 
En el exilio, pidió a Alfonso XIII el título de duque de Cádiz que había ostentado el rey Francisco de Asís durante una reunión de caballeros del Toisón de Oro en Versalles. Pero finalmente no se lo concedió.
Fernando vivió en España durante la dictadura de Francisco Franco. En 1955 enviudó por segunda vez y falleció en 1958, siendo enterrado en la cripta de la Catedral de la Almudena de Madrid. No quiso ser enterrado junto a su primera esposa, que lo está en el Panteón de Infantes del Monasterio de El Escorial, ni junto a su segunda esposa, cuyos restos se encuentran en el panteón de los Silva del Cementerio de San Isidro.

## Títulos y distinciones honoríficas

### Títulos
| ● 10 de mayo de 1884-20 de octubre de 1905: | Su alteza real el príncipe Fernando de Baviera                                   |
| ● 20 de octubre de 1905-5 de abril de 1958: | Su alteza real el infante don Fernando de Baviera y Borbón, príncipe de Baviera. |

### Distinciones honoríficas

#### Reino de España
- Caballero de la Orden del Toisón de Oro (20/10/1905).[19][20]
- Caballero del collar de la Orden de Carlos III (20/10/1905).[21]
- Caballero gran cruz de la Orden de Isabel la Católica (20/10/1905).[19]
- Comendador mayor de León en la Orden de Santiago (27/06/1910).[22]
- Presidente de la Real Asociación de Hidalgos de España (1954-1958).
- Presidente Honorario de la Real Hermandad del Santo Cáliz de Valencia (Estado español, 1950).[23]
- Bailío gran cruz de honor y devoción de la Orden de San Juan vulgo de Malta.[24][25] ( Orden de Malta)

#### Reino de Baviera
- Caballero de la Orden de San Huberto.[13]

#### Extranjeras
- Caballero de la Orden del Elefante[26] ( Dinamarca
- Caballero de la Orden de San Andrés ( Rusia)
- Caballero de la Orden de San Alejandro Nevski ( Rusia)
- Caballero de la Orden del Águila Blanca ( Rusia)
- Caballero de primera clase de la Orden de Santa Ana ( Rusia)
- Caballero gran cruz de la Orden de San Estanislao ( Rusia)
- Caballero de la Orden de San Olaf ( Noruega)
- Gran cruz de la Orden de San Ludovico ( Hesse)
- Caballero gran cruz de la Orden de la Torre y la Espada ( Portugal)
- Caballero gran cruz de la Orden de Avis ( Portugal)
- Gran cruz de la Orden de Cristo ( Portugal)
- Caballero gran cruz de la Real Orden Victoriana ( Reino Unido)
- Gran cruz de la Orden de Hohenzollern ( Prusia)
- Gran cruz de la Orden de Alberto ( Sajonia)
- Gran cordón de la Legión de Honor ( Francia)
- Caballero de la Orden del Águila Negra ( Prusia)
- Caballero de la Orden de Sajonia ( Sajonia)
- Caballero de la Orden de la Corona de Sajonia ( Sajonia)
- Caballero de la Suprema Orden de la Santísima Anunciación ( Italia)
- Caballero de la Orden de los Serafines (1907)[27] ( Suecia)

### Individuales
1. 1 2  Campo, Carlos Robles do (2009). «Los Infantes de España tras la derogación de la Ley Sálica (1830)». Anales de la Real Academia Matritense de Heráldica y Genealogía (12): 329-384. ISSN 1133-1240. Consultado el 19 de agosto de 2019.
2. ↑  «La boda de la Infanta María Teresa». ABC (367). 13 de enero de 1906. pp. 5-6.
3. ↑  «La boda de la Infanta». ABC (367). 13 de enero de 1906. pp. 11-13.
4. ↑  «Boda de la Infanta María Teresa». Blanco y Negro. 20 de enero de 1906. pp. 7-10.
5. ↑  «La Ilustración Española y Americana nº 3. La boda de la Infanta». La Ilustración Española y Americana. 22 de enero de 1906.
6. ↑  Balansó, 1998, pp. 187-190.
7. ↑  «Reales decretos dando autorización para el matrimonio, concediendo la dignidad de infante al príncipe bávaro y entregándole diversas condecoraciones.» (PDF). www.boe.es. 22 de octubre de 1905. Consultado el 5 de julio de 2025.
8. ↑  «Luis Alfonso de Baviera y Messia». gw.geneanet.org. Consultado el 9 de abril de 2019.
9. ↑  «En Fuenterrabía. La boda del Infante Don Fernando». ABC (3.394). 2 de octubre de 1914. p. 13.
10. ↑  «Actualidades. Informaciones gráficas de la semana.». Blanco y Negro. 4 de octubre de 1914. p. 29.
11. ↑  Campo, Carlos Robles do (2009). «Los Infantes de España tras la derogación de la Ley Sálica (1830)». Anales de la Real Academia Matritense de Heráldica y Genealogía (12): 329-384. ISSN 1133-1240. Consultado el 19 de agosto de 2019.
12. ↑  «Real decreto haciendo merced de Título del Reino con la denominación de Duquesa de Talavera de la Reina, con Grandeza de España, para si, sus hijos y sucesores legítimos, a Dª María Luisa de Silva y Fernández de Henestrosa.». Gaceta de Madrid. 27 de junio de 1914.
13. 1 2  Bayerisches Statistisches Landesamt (1908). Hof- und Staats-handbuch des Königreichs Bayern (en alemán). Im königlichen Central -Schulbücher-Verlage. Consultado el 15 de marzo de 2019.
14. ↑  «Real decreto concediendo a S. A. la Serenísima Señora Doña María Luisa de Silva y Fernández de Henestrosa, Duquesa de Talavera, el puesto, honores y tratamiento correspondiente a la condición de Infanta de España.». Gaceta de Madrid. 17 de mayo de 1927.
15. ↑  «Real decreto concediendo los honores y prorrogativas de Infante de España al Príncipe D. Fernando María de Baviera.». Gaceta de Madrid. 22 de octubre de 1905.
16. ↑  Guía Oficial de España. 1912. p. 43.
17. ↑  Guía Oficial de España. 1916. p. 73.
18. ↑  Balansó, 1998, pp. 190-191.
19. 1 2  «Real decreto nombrando Caballero de la Insigne Orden del Toisón de Oro al Sermo. Sr. Infante de España D. Fernando María de Baviera; nombrando Caballero Gran Cruz de la Orden de Isabel la Católica.». Gaceta de Madrid. 22 de octubre de 1905.
20. ↑  «Ceremonia de la imposición del Collar de la Insigne Orden del Toisón de Oro á S. A. R. el sermo. Sr. Infante de España D. Fernando María de Baviera.». Gaceta de Madrid. 22 de octubre de 1905.
21. ↑  «Real orden concediendo el Collar de la Real y distinguida Orden de Carlos III al Sermo. Sr. Infante de España D. Fernando María de Baviera.». Gaceta de Madrid. 22 de octubre de 1905.
22. ↑  Boletín Oficial del Estado
23. ↑  Numen Digital
24. ↑  «Luis Alfonso de Baviera y Borbón | Real Academia de la Historia». dbe.rah.es. Consultado el 11 de noviembre de 2018.
25. ↑  Sánchez, Carlos Nieto (2015). «De la Ínclita Orden de San ,Juan de Jerusalén a la Asamblea Española: evolución de la Orden de Malta desde el siglo XIX a la actualidad». La Orden de Malta en España (1113-2013),  Vol. 1, 2015, ISBN 978-84-16566-05-4, 518 págs. (Sanz y Torres): 481-518. ISBN 9788416466078. Consultado el 7 de marzo de 2019.
26. ↑  Allen County Public Library Genealogy Center (1923). Almanach de Gotha. Gotha, Germany : Justus Perthes. Consultado el 15 de marzo de 2019.
27. ↑  de Francisco Olmos, José María; Scheel-Exner Bermúdez, Alexander (2021). «La Orden de los Serafines de Suecia y la Casa Real Española». Boletín de la Real Academia Matritense de Heráldica y Genealogía (120-121): 22. ISSN 1133-1240.